# Monte Sottano
Monte Sottano este o arie protejată (arie specială de conservare — SAC, sit de importanță comunitară — SCI) din Italia întinsă pe o suprafață de 212 ha, integral pe uscat.

## Localizare
Centrul sitului Monte Sottano este situat la coordonatele 40°24′36″N 15°04′31″E / 40.41°N 15.075278°E.

## Înființare
Situl Monte Sottano a fost declarat sit de importanță comunitară în octombrie 2003 pentru a proteja 15 specii de animale. Situl a fost protejat și ca arie specială de conservare în mai 2019.

## Biodiversitate
Situată în ecoregiunea mediteraneană, aria protejată conține 7 habitate naturale: Tufărișuri termo-mediteraneene și de pre-deșert, Pajiști uscate seminaturale și facies de acoperire cu tufișuri pe substraturi calcaroase (Festuco-Brometalia) (* situri importante pentru orhidee), Pseudostepă cu ierburi și specii anuale de Thero-Brachypodietea, Pante stâncoase calcaroase cu vegetație casmofită, Păduri de Castanea sativa, Păduri de Quercus ilex și Quercus rotundifolia, Pajiști uscate seminaturale și facies de acoperire cu tufișuri pe substraturi calcaroase (Festuco-Brometalia) (* situri importante pentru orhidee).
La baza desemnării sitului se află mai multe specii protejate:
- păsări (12): erete de stuf (Circus aeruginosus), porumbel gulerat (Columba palumbus), prepeliță (Coturnix coturnix), Falco naumanni, șoim călător (Falco peregrinus), sfrâncioc roșiatic (Lanius collurio), gaia neagră (Milvus migrans), gaia roșie (Milvus milvus), vultur egiptean (Neophron percnopterus), viespar (Pernis apivorus), sitar de pădure (Scolopax rusticola), sturz-cântător (Turdus philomelos)
- amfibieni (1): Bombina pachypus
- mamifere (2): liliacul mare cu potcoavă (Rhinolophus ferrumequinum), liliacul mic cu potcoavă (Rhinolophus hipposideros)

Pe lângă speciile protejate, pe teritoriul sitului au mai fost identificate 7 specii de plante, 2 specii de amfibieni, 1 specie de nevertebrate, 3 specii de reptile.